# Rolê de mergulho
Le rolê de mergulho (litt. "rolê de plongée" / "rolê de descente en piqué", en portugais), également appelée negativa trançada ("défense tressée"), est un mouvement de déplacement en capoeira qui consiste à faire un tourner autour d'un même pied d'appui à partir d'une position basse pour arriver en negativa de côté ou en biais par rapport à l'adversaire.
- Exemple :

à partir de la negativa, face au partenaire, on engage la jambe sur laquelle on est assis pour tourner autour de la jambe tendue en avant mais, au lieu de la déposer sur le côté comme c'est le cas dans un rolê classique, on poursuit la rotation pour déposer la jambe plus loin de manière à se retrouver en negativa de côté par rapport à l'autre (en s'asseyant sur la jambe qui était préalablement tendue).